# Günter Christian Schwarz
Günter Christian Schwarz (* 17. April 1955 in Wallau (Lahn); † 10. August 2005) war ein deutscher Rechtswissenschaftler.

## Leben
Er studierte Rechtswissenschaften und Wirtschaftswissenschaften an der Universität Marburg. Schwarz war ein akademischer Schüler von Volker Beuthien. Nach der Promotion 1984 in Marburg und Habilitation 1995 lehrte er ab 1996 als Professor an der Universität Würzburg. Dort war er Inhaber des Lehrstuhls für Bürgerliches Recht, Deutsches und Europäisches Handels-, Gesellschafts- und Wirtschaftsrecht sowie Prozessrecht und auch als Dekan tätig.

## Schriften (Auswahl)
- Kartellvertrag und sonstige wettbewerbsbeschränkende Verträge. Das Merkmal „zu einem gemeinsamen Zweck“ in § 1 Abs. 1 S. 1 GWB. Köln 1984, ISBN 3-452-20030-2.
- mit Volker Beuthien: Kooperationsgruppen des Handels und Franchisesysteme in Europa aus der Sicht des EG-Wettbewerbsrechts. Göttingen 1993, ISBN 3-525-86053-6.
- Europäisches Gesellschaftsrecht. Ein Handbuch für Wissenschaft und Praxis. Baden-Baden 2000, ISBN 3-7890-6200-6.
- Gesetzliche Schuldverhältnisse. Geschäftsführung ohne Auftrag, Bereicherungs-, Delikts- und Schadensrecht. Ein Lehrbuch für Studium und Examen. München 2003, ISBN 3-8006-2998-4.